# 山本隆一郎
山本 隆一郎（やまもと りゅういちろう、1976年3月29日 - ）は、日本の漫画家。大阪府枚方市出身。血液型O型。既婚。趣味は読書、音楽鑑賞、水泳、お酒を飲むこと。

## 略歴
1996年、第34回ちばてつや賞ヤング部門にて「ハタチ記念」で準大賞受賞。同年、『週刊ヤングマガジン』（講談社）にて『ランブルフィッシュ』の連載を開始。その後、『さんぴんぶれいく』を経て、2001年から『ヤングキング』（少年画報社）で連載を開始した『GOLD』でブレイク。若者の青春群像劇を描いたヤンキー漫画として人気を博す。

## 作品リスト
- 『ランブルフィッシュ』講談社〈ヤンマガKCスペシャル〉全1巻（『週刊ヤングマガジン』1996年第39号 - 第50号）
- 『さんぴんぶれいく』講談社〈アッパーズKC〉全3巻（原作：史村翔、『ヤングマガジンアッパーズ』1998年創刊号 - 1999年）
- ピッカピカ！（『ヤングキング』2000年20号） - 『GOLD』1巻に併録。
- 『GOLD』少年画報社〈YKコミックス〉全16巻（『ヤングキング』2001年3号 - 2006年9号）
- 紙の翼（『週刊ヤングジャンプ』2007年12号） - 単行本未収録。
- 『サムライソルジャー』集英社〈ヤングジャンプ コミックス〉全27巻（『週刊ヤングジャンプ』2008年13号 - 2014年17号）
- 『元ヤン』集英社〈ヤングジャンプ コミックス〉全15巻（『週刊ヤングジャンプ』2015年23号 - 2018年36・37合併号）
- GROW（『週刊ヤングチャンピオン』2018年13号）
- 『LOSERS』日本文芸社〈ニチブンコミックス〉全5巻（『週刊漫画ゴラク』2018年11月16日号[1] - 2019年12月27日号）
- 『カタメン』少年画報社〈YKコミックス〉既刊1巻（『ヤングキングBULL』2020年5月号[2] - 連載中）
- 『半グレ―六本木 摩天楼のレクイエム―』秋田書店〈ヤングチャンピオンコミックス〉既刊12巻（原作：草下シンヤ、『ヤングチャンピオン』2020年No.20[3] - 連載中）
- 『最後の不良』集英社〈ヤングジャンプ コミックス〉既刊8巻（『ヤンジャン!』2021年12月7日 - 連載中）